# Gerald Templer

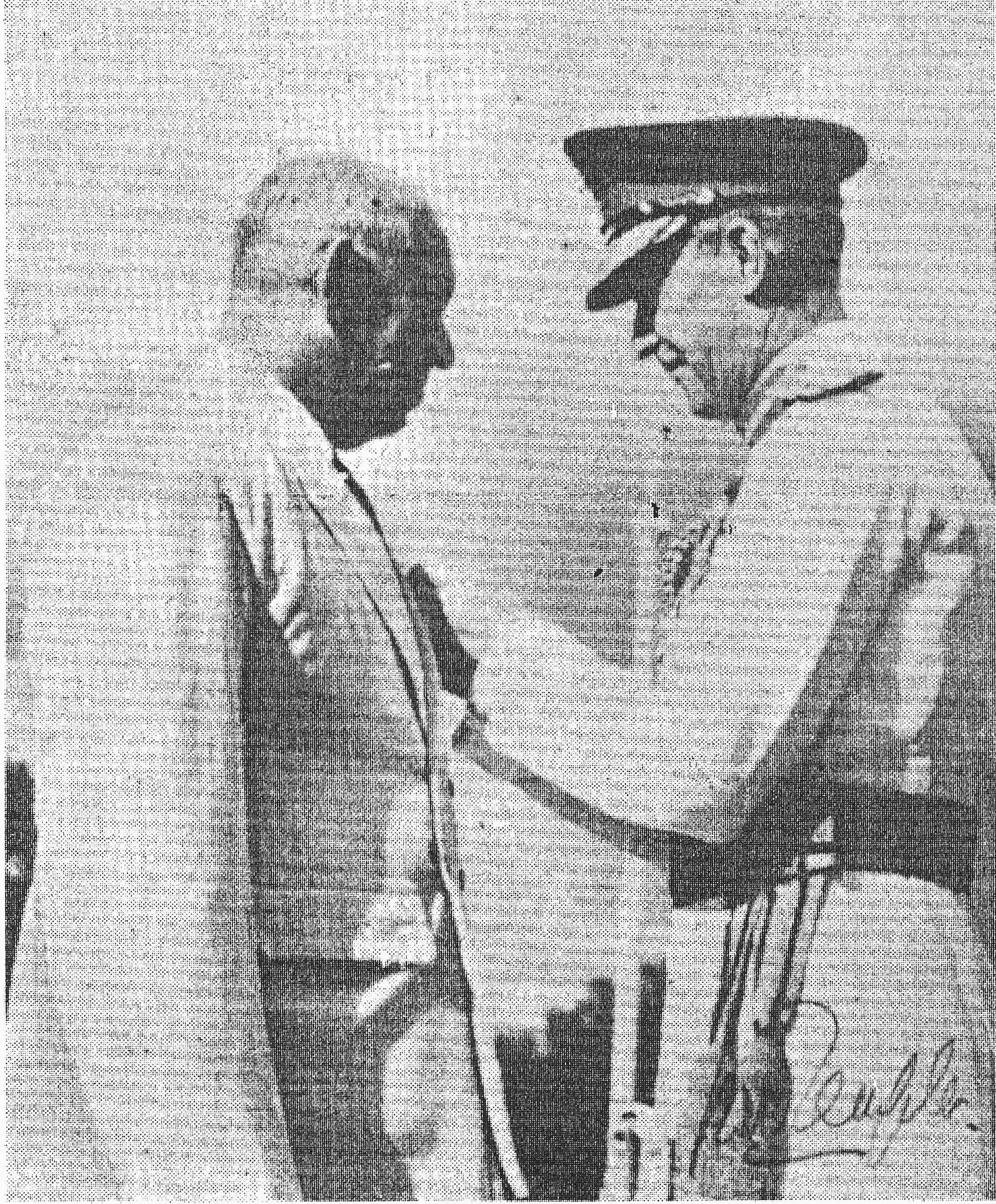
Gerald Templer (dreapta) a fost un Înalt Comisar Britanic în Malaezia şi un susţinător fervent al Muzeului Armatei Naţional pe care l-a finanţat din fondurile sale personale. Aici îi dă însemnele de membru al Imperiului Britanic lui Edwin Wijeyeratne (stânga).

Mareșalul Sir Gerald Walter Robert Templer KG, GCB, GCMG, KBE (n. 11 septembrie 1898 - d. 25 octombrie 1979) a fost un comandant militar britanic. A luptat în cele două războaie mondiale și în războiul civil rus. El este cunoscut mai ales pentru înfrângerea rebelilor din Malaezia între 1952 și 1954. „Jungla a fost neutralizată” este declarația lui de pe coperta revistei Time din 1952.